# Alois Pek
Alois Pek (* 22. dubna 1950) je československý kulturista v kategorii nad 90 kg (doma nad 179 cm), trojnásobný mistr Evropy v kategorii jednotlivců a mnohonásobný absolutní mistr Československa. Třetí titul mezi jednotlivci získal ve čtyřiatřiceti letech, bodoval také v družstvech.
Oddíl kulturistiky Jiskry Domažlice, později nejtalentovanější svěřenec trenéra, rozhodčího a svazového funkcionáře Luďka Noska v oddílu Sandow Mariánské Lázně společně s Robertem Dantlingerem, Janem Černým a dalšími.
Mistrem Československa byl v letech 1974-1985, jen v roce 1982 ho porazil MUDr. Josef Veselý.